# Meråkerbanan
Meråkerbanan (norska: Meråkerbanen) är en järnväg i Norge som utgör den norska delen av mellanriksbanan mellan Trondheim i Norge och Sundsvall i Sverige. Den går från Trondheim genom Meråkers kommun och tre kilometer över gränsen till Storlien i Sverige. Den 101 (ursprungligen 102) km långa banan togs i drift 1881. 
Persontrafiken körs sedan juni 2020 av SJ Norge mellan Trondheim och Storlien. Tågen har två turer per dag och riktning. Det finns anslutning till Norrtåg mot Östersund i Storlien.
Historiskt och formellt är den nyare (och längre) Nordlandsbanan mot Bodø en sidolinje till Meråkerbanan. Nordlandsbanan börjar vid Hell öster om Trondheim.
Meråkerbanan rustades under 2006 och 2007 upp för att kunna ta över mer av godstrafiken mellan Trøndelag och Jämtland. Det antogs att det skulle kunna bli upp till 20 000 färre långtradare per år på E14. Det mesta av godstrafiken var tänkt att vara timmertransporter, först och främst till Norske Skog i Skogn. För närvarande (2025) har det inte varit någon godstrafik på banan i ett antal år. 
År 2011 öppnades den 4,4 kilometer långa Gevingåsen tunnel, belägen väster om Hell, som förkortade banan en dryg kilometer.
Efter önskemål och påtryckningar från olika håll, både i Sverige och Norge, beslutade regeringen 2013 att banan ska elektrifieras.
Den svenska delen av järnvägen elektrifierades 2018 och den norska regeringen har avsatt 100 miljoner kronor som en grundplåt för elektrifiering av 112 kilometer järnväg, där Meråkerbanen är en del. Totalt ska en miljard kronor investeras i Meråkerbanen med bland annat nya spår på flera delsträckor. Arbetet beräknas vara klart i slutet av 2025.
Mellan november 2013 och 2017 gick mestadels inga tåg, endast buss, Kopperå-Storlien på grund av risk för jordskred vid Stora Helvetet på svenska sidan gränsen.